# (6999) Meitner
(6999) Meitner ist ein Asteroid des Asteroiden-Hauptgürtels, der am 16. Oktober 1977 vom niederländischen Beobachterteam Cornelis Johannes van Houten, Ingrid van Houten-Groeneveld und Tom Gehrels im Rahmen der Dritten Trojaner-Durchmusterung (Third Trojan-Survey) am Palomar-Observatorium (IAU-Code 675) in Kalifornien entdeckt wurde.
Der Asteroid wurde nach der österreichisch-schwedischen Kernphysikerin Lise Meitner (1878–1968) benannt, die 1917 gemeinsam mit Otto Hahn das chemische Element Protactinium entdeckte und im Januar 1939 zusammen mit ihrem Neffen Otto Robert Frisch die erste physikalisch-theoretische Erklärung der Kernspaltung lieferte.